# Ilyas Malayev
Ilyas Malayev (en uzbeko: Илёс Маллаев; Mary, 12 de enero de 1936 - Flushing, 2 de mayo de 2008) fue un músico y poeta uzbeko.
Malayev nació en Mary, República Socialista Soviética de Turkmenistán (actual Turkmenistán), en el seno de una familia judía originaria de Bujará, cuyos padres fueron Efraim y Yelizaveta Malayev, y se crio en la ciudad uzbeka de Kattaqo‘rg‘on, ubicado cerca de Bujará. Aprendió a tocar el laúd, el tanbur, el violín, e incursionó en el género musical shashmaqam. En 1951, se mudó a Taskent, donde actuó con varios conjuntos patrocinados por el Estado, y se hizo popular como animador en varias áreas, presentando rutinas de comedia, sus propias canciones, poemas y extractos de shashmaqam. Decenas de miles de seguidores acudían a sus eventos realizados en estadios locales. Posteriormente sería condecorado con el título de Honorable Artista de la RSS de Uzbekistán.
En 1994, tras la desintegración de la Unión Soviética, Malayev emigró a los Estados Unidos, instalándose en la ciudad de Queens, Nueva York, en un sector donde vivían miles de judíos de Bujará. A pesar de que era una persona muy conocida y popular en Uzbekistán, Malayev emigró porque no podía publicar su poesía en su tierra natal, restricción que según él, se debía al antisemitismo o al estado de la burocracia cultural soviética. Recibió la ciudadanía estadounidense, el 15 de noviembre de 2001.
Malayev falleció el 2 de mayo de 2008, víctima de un prolongado cáncer de páncreas.
El 29 de mayo de 2011, se realizó un concierto honorífico en Queens, celebrando los 75 años del natalicio de Malayev, donde verios artistas uzbekos y judíos de Bujará rindieron homenaje al poeta.